# Daybreakers
Daybreakers är en amerikansk skräckfilm från 2009 i regi av Michael och Peter Spierig.
Året är 2019 och världen är befolkad av vampyrer efter ett krig med människorna där vampyrerna vann. Bristen på levande människor och tillgång till blod hotar vampyrernas överlevnad och en forskare jobbar tillsammans med en hemlig grupp av vampyrer för att rädda mänskligheten och finna ett substitut för blod innan det är för sent.

## Rollista (urval)
- Ethan Hawke som Edward Dalton
- Willem Dafoe som Linel "Elvis" Cormac
- Claudia Karvan som Audrey Bennett
- Sam Neill som Charles Bromley
- Michael Dorman som Frankie Dalton
- Isabel Lucas som Alison Bromley
- Vince Colosimo som Christopher Caruso
- Robyn Moore som Forensic Investigator Simms